# Aloe ruspoliana
Aloe ruspoliana är en grästrädsväxtart som beskrevs av John Gilbert Baker. Aloe ruspoliana ingår i släktet Aloe och familjen grästrädsväxter. Inga underarter finns listade i Catalogue of Life.